# Zamek Râșnov

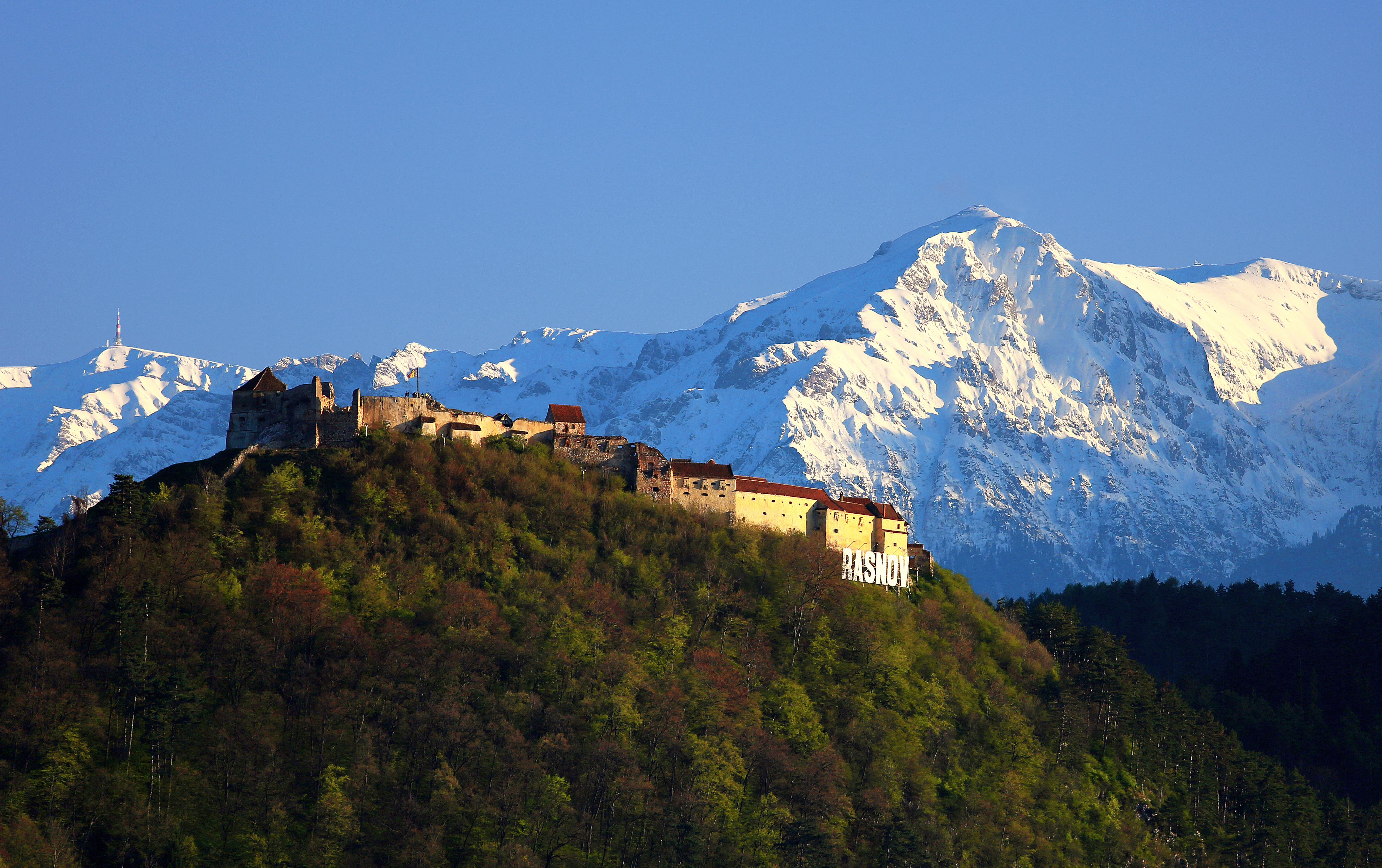
Zamek widoczny z dołu i góry w tle

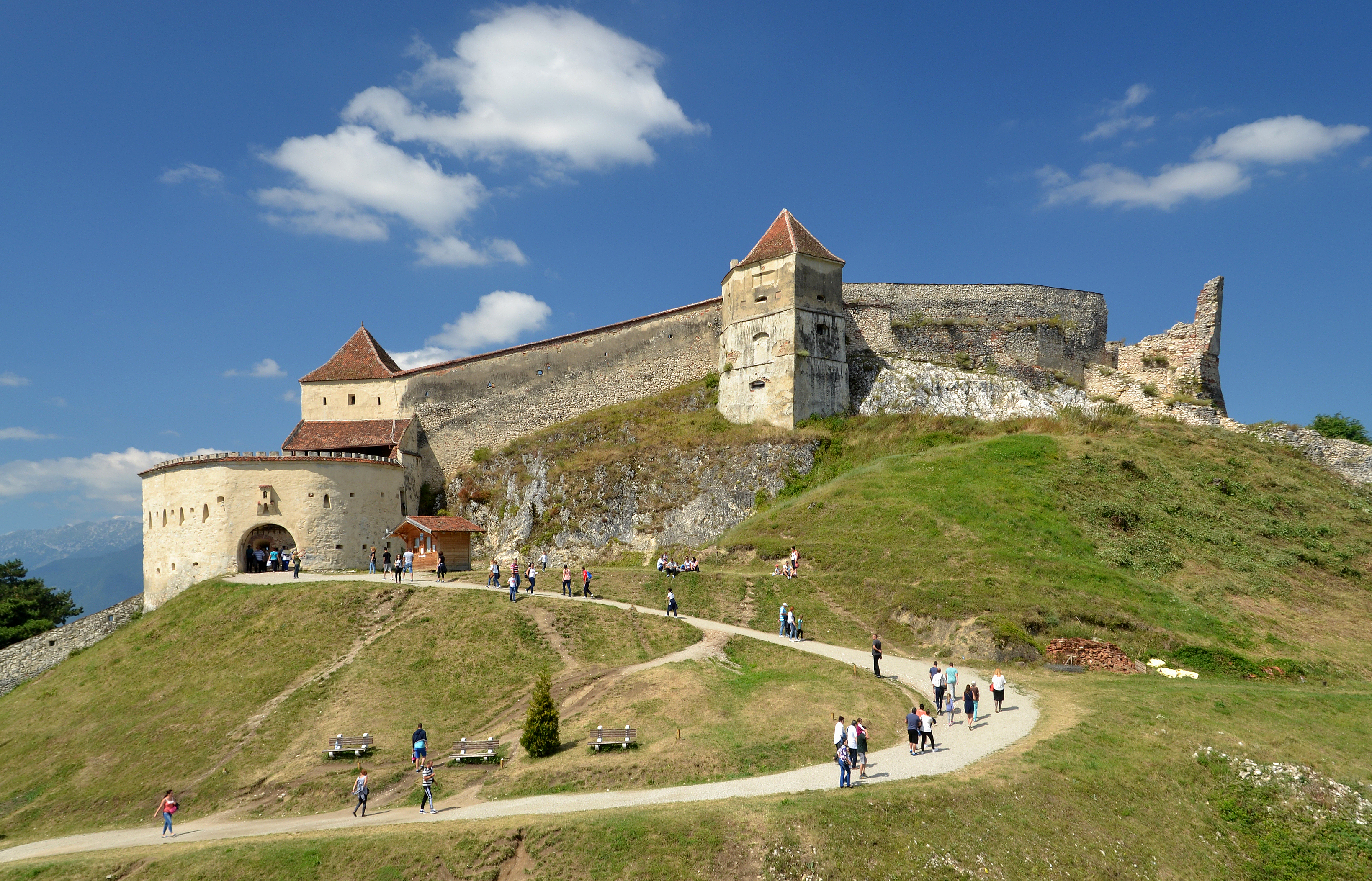
Zamek górny, po lewej Mały Barbakan. Widok z Wieży Batory

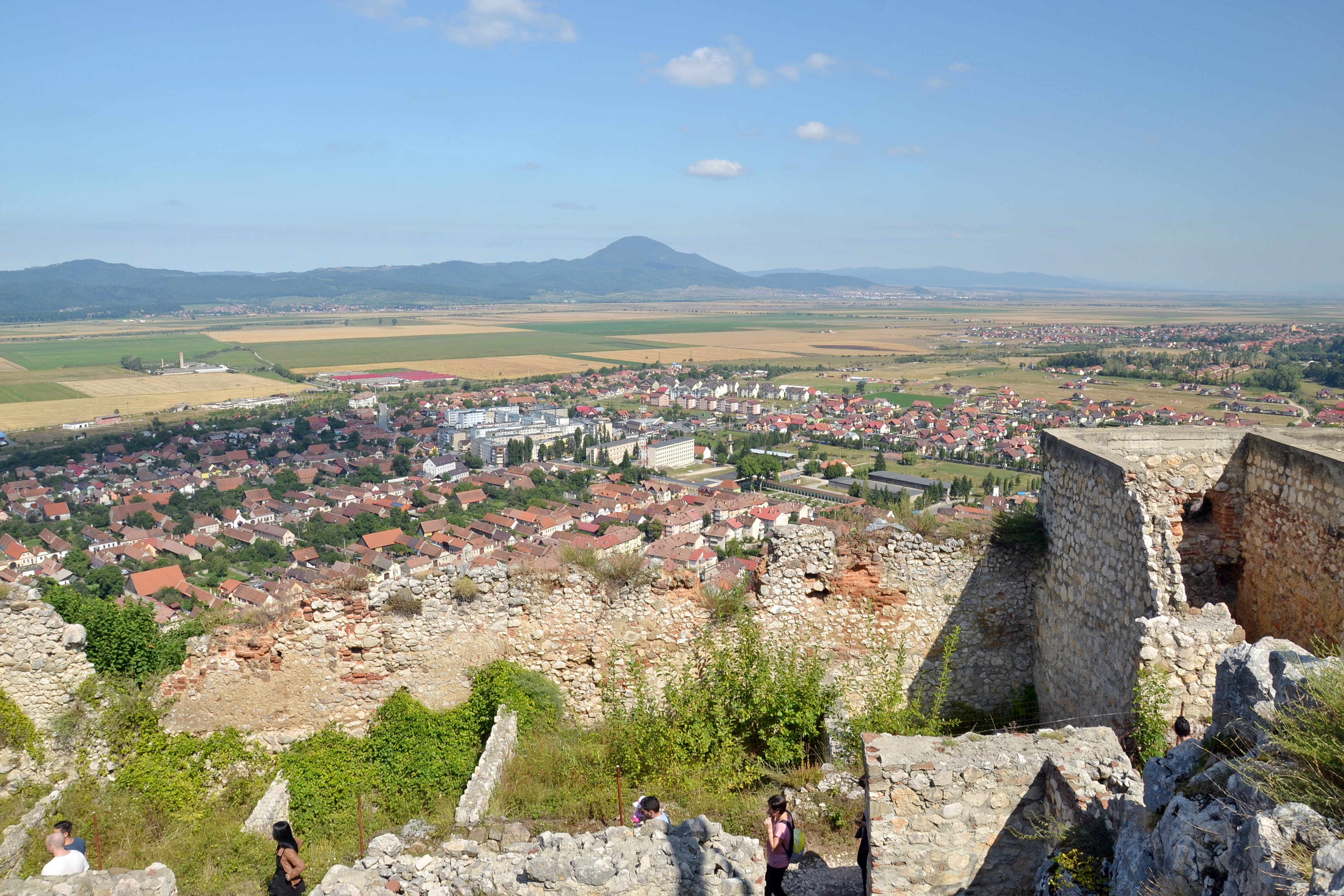
Widok z górnego zamku na miasto

Zamek Râșnov (rum. Cetatea Râșnov, niem. Rosenauer Bauernburg, węg. Barcarozsnyó vára) – zamek chłopski wznoszący się nad miastem o tej samej nazwie, w Siedmiogrodzie (Burzenland), w środkowej Rumunii.

## Historia
Pierwotną twierdzę wybudowali prawdopodobnie Krzyżacy między 1211 a 1225 rokiem, nie zostało to jednak potwierdzone. Po ich wygnaniu przejęły go gminy saskie z okolicy i podobnie jak inne zamki chłopskie służył jako miejsce schronienia przed najazdami, głównie Turków i Tatarów. Mieszkańcy Râșnova i innych miast w kolejnych wiekach zamek rozbudowywali i umacniali. Po raz pierwszy wspominany jest jednak w źródłach dopiero w 1335 roku, kiedy jako jeden z dwóch zamków zdołał obronić się w czasie najazdu tatarskiego.
Zamek nigdy nie został zdobyty w walce, ale w 1612 roku załoga została zmuszona do kapitulacji z powodu braku wody – zajęły go wojska Gabriela Batorego. Aby zapobiec w przyszłości takim sytuacja w latach 1625–1640 (pojawiają się też daty 1623–1642) wydrążono w skale głęboką na 146 metrów studnię. Według legendy do prac zmuszono dwóch tureckich jeńców, obiecując im wolność. Dzięki nowej studni w latach 1658–1661 okoliczna ludność mogła przebywać bezpieczna za murami przez trzy lata.
W 1718 cytadela została częściowo zniszczona przez pożar, a w 1802 roku dodatkowo trzęsienie ziemi. W XIX wieku jeszcze dwukrotnie była wykorzystywana jako miejsce schronienia – w 1821 przez uchodźców z Wołoszczyzny po nieudanym powstaniu oraz ponownie przez mieszkańców w czasie Wiosny Ludów, gdy przez Râșnov przechodziły wojska cesarskie i rewolucjonistów węgierskich.
W 1850 wskutek uspokojenia sytuacji politycznej oraz niewielkich możliwości obronnych zamek ostatecznie opuszczono i szybko zaczął niszczeć; pozostawiono w nim tylko jednego strażnika, który alarmował biciem w dzwon na wypadek zauważenia pożaru.
W latach 50. XX wieku dokonano pierwszych remontów i konserwacji.

## Architektura
Twierdza składała się z zamku górnego i dolnego, otoczona murami o wysokości 5 metrów. Główne wejście prowadziło przez zachowaną częściowo do dziś Wieżę Batorych. Na terenie zamku dolnego odkryto podczas wykopalisk pozostałości kaplicy. W XVI wieku rozpoczęto budowę górnego zamku, który stał się główną częścią kompleksu. Znajdowało się w nim kilkadziesiąt domów, nowa kaplica, szkoła oraz fontanna. Od dolnego zamku odgradzał górną część mur wewnętrzny z „małym” barbakanem oraz dwoma wieżami obronnymi.
Kolejny barbakan oraz trzy wieże wchodziły w skład zewnętrznych murów obronnych zamku górnego. Podwójne mury miejskie od zachodniej strony (zamku dolnego) to jedyne miejsce, gdzie nieprzyjaciel mógł podejść tak blisko twierdzy, od północy, południa i zachodu dodatkowym zabezpieczenie stanowiły wysokie na 150 metrów ściany skalne.
Do dzisiaj zachowała się spora część zabudowań zamku górnego (w tym około 30 domów). W miejscu kaplicy znajduje się punkt widokowy. Na terenie zamku dolnego widać jedynie zarys młodszej świątyni.

## Współczesność

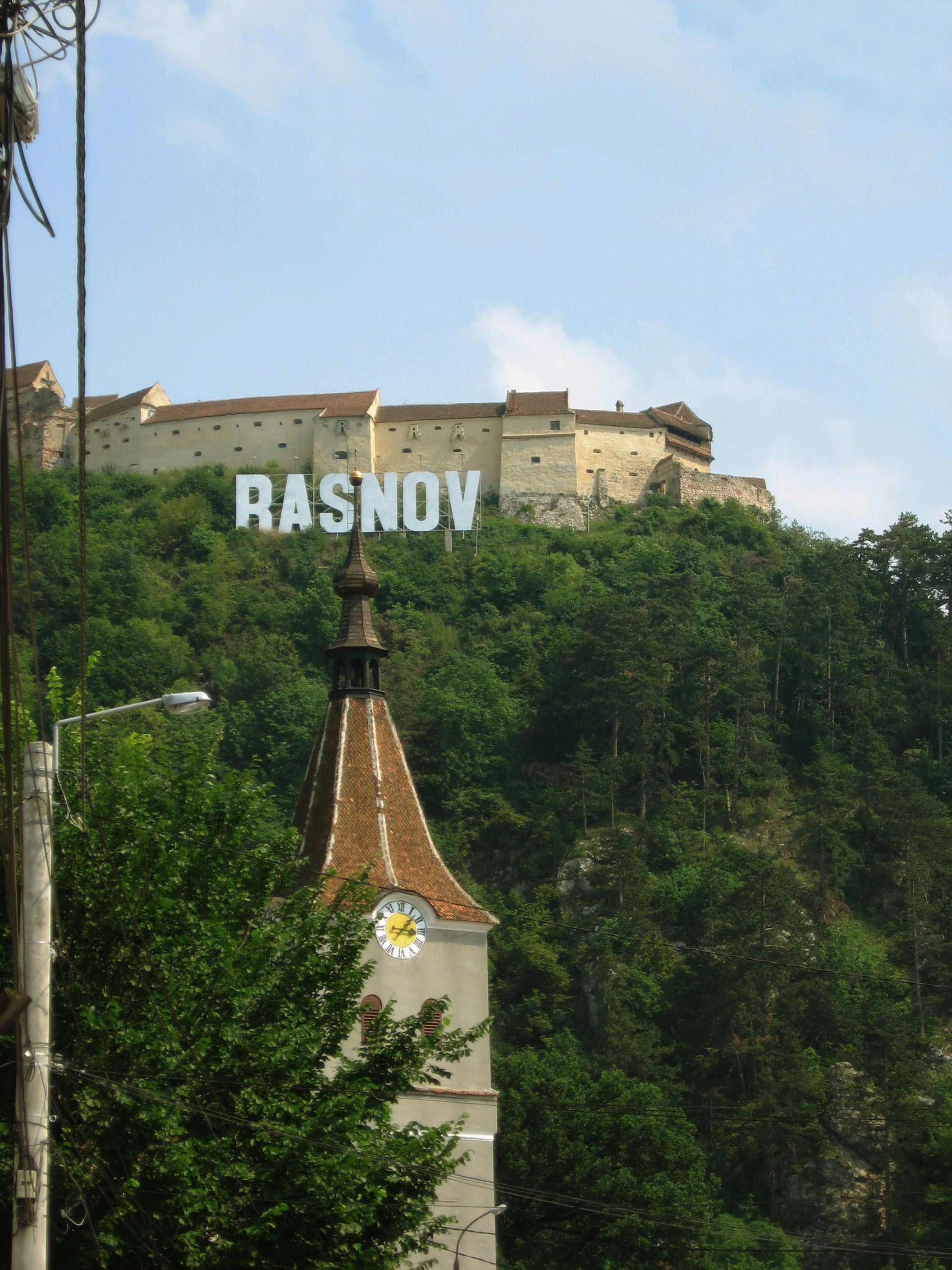
Napis pod zamkiem

Zamek chłopski jest popularną atrakcją turystyczną. Dostać się do niego można kolejką turystyczną lub piechotą z centrum Râșnova lub samochodem okrężną drogą.
Wstęp jest płatny.
Pod murami umieszczono napis Râșnov stylizowany na Hollywood Sign.